# 23. honvedska pehotna divizija (Avstro-Ogrska)
23. honvedska pehotna divizija (izvirno nemško 23. Honvéd-Infanterie-Division) je bila pehotna divizija avstro-ogrskega Honveda, ki je bila aktivna med prvo svetovno vojno.

## Zgodovina
Celotna divizija se je predala med bitko za Przemyśl.

## Poveljstvo
Poveljniki (Kommandanten)
- Heinrich Daempf: avgust - september 1914
- Arpád Tamásy von Fogaras: september 1914 - marec 1915